# هنریکه گومز
هنریکه گومز (انگلیسی: Henrique de Barros Gomes؛ لیسبون ۱۴ سپتامبر ۱۸۴۳ – سانتاری ۱۵ نوامبر ۱۸۹۸) سیاست‌مدار اهل پرتغال بود که عضو حزب پیشرو بود و به عنوان مدیر اجرایی بانک پرتغال، وزیر وزارتخانه‌های مختلف در دوران بازسازی سیاست و عضو انجمن جغرافیایی لیسبون بود.
وی همچنین برندهٔ جایزه‌های مختلف بین‌المللی و ملی همچون نشان خورشید فروزان و لژیون دونور برای نقش او در طی بحران استعمار بریتانیا بوده‌است.